# Lars Johansson (socialdemokrat)
Lars Valdemar Johansson, född 29 maj 1950 i Lundby församling i Göteborg, är en svensk politiker (socialdemokrat). Han var ordinarie riksdagsledamot 2002–2014, invald för Göteborgs kommuns valkrets.

## Biografi
Johansson var anställd på Volvo till 1973 och fackligt aktiv. Därefter har han varit ombudsman i SSU och Socialdemokraterna och från 1986 kommunalpolitiker i Göteborg.
Han var ordinarie riksdagsledamot 2002–2014. I riksdagen var han vice ordförande i skatteutskottet 2006–2010. Han var ledamot i näringsutskottet 2002–2006 och 2010–2012; under den senare perioden var han också gruppledare för Socialdemokraterna i utskottet. Han var också ledamot i trafikutskottet 2012–2014, i krigsdelegationen 2006–2012, ersättare i riksdagsstyrelsen 2010–2014, suppleant i finansutskottet 2002–2006 och ledamot i Exportkontrollrådet.